# Funeral Diner
I Funeral Diner sono stati un gruppo screamo fondato a Half Moon Bay, in California, nel 1998 e attivi fino al 2007.

## Storia
Negli ultimi anni, il gruppo ha raggiunto una grande base di fan, grazie ad una produzione molto costante di album ed un tour che li ha visti suonare negli Stati Uniti, in Europa ed in Giappone La formazione presenta un catalogo molto ampio, grazie ad un grande numero di split, compilation, pubblicazioni con rarità, stampati spesso in poche copie e con cambi frequenti di etichetta, nonostante la gran parte degli album sia pubblicata dalla Alone Records.

## Formazione
- Seth Babb: voce
- Dan Bajda: chitarra, voce
- Matt Bajda: batteria
- Dave Mello: chitarra
- Ben Steidel: basso

### Componenti passati
- Sean O' Shea: basso
- Rob Beckstrom: basso
- Andy Radin: basso
- Phil Benson: voce

## Discografia

### Album
- 1999 - Nexus 6/Funeral Dinner split con Nexus 6
- 2000 - The World Of Forms split con Staircase
- 2001 - The Shivering/Funeral Diner split con The Shivering
- 2002 - Difference of Potential
- 2003 - Dead City/Funeral Diner split con Dead City
- 2005 - The Underdark

### Raccolte
- 2003 - Three Sides Dead
- 2003 - ...is Dead
- 2003 - CD Sampler

### EP
- 2002 - The Wicked
- 2005 - Swept Under
- 2007 - Doors Open
- 2007 - Split Ep split con Ampere

### Singoli
- 2002 - A Split Seven Inch split con Zann
- 2003 - Music Inspired By Rites Of Spring Part One split con The Saddest Landscape
- 2004 - Welcome The Plague Year/Funeral Diner split con Welcome The Plague Year
- 2004 - A Seven Inch Split split con Raein
- 2004 - Funeral Diner/Evylock split con Evylock
- 2006 - Bag Of Holding

### Partecipazioni
- 2003 - AAVV Inspiration From Forest
- 2004 - AAVV A Sequel of a Story
- 2006 - AAVV The Emo Apocalypse